# ヴァルデンブルク鉄道BDe4/4 11-17形電車
ヴァルデンブルク鉄道BDe4/4 11-17形電車(ヴァルデンブルクてつどうBDe4/4 11-17がたでんしゃ)は、かつてスイスのヴァルデンブルク鉄道（Waldenburgerbahn (WB)）で使用されていた2等・荷物合造電車。軌間750 mmに対応した車両であったが、改軌を含むヴァルデンブルク鉄道の近代化計画に基づき2021年をもって営業運転を終了した。

本項ではBDe4/4 11-17形と編成を組む制御車であるBt 111-120形についても記述する。

## 概要

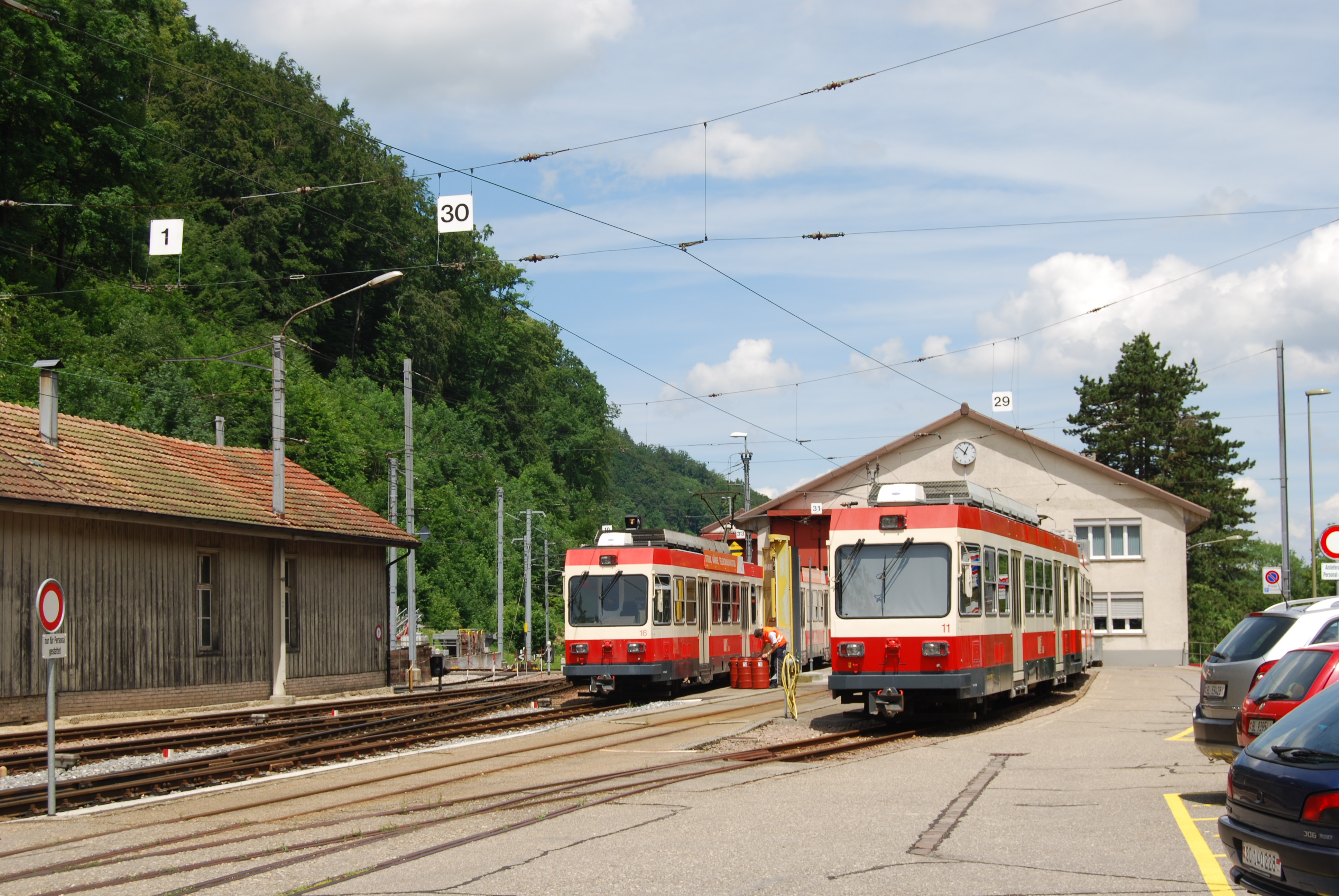
ヴァルデンブルク駅に停車するBDe4/4 11号機と16号機、2011年

スイス北部バーゼル＝ラント準州の首都リースタル近郊に路線を持つスイス唯一の750 mm軌間の私鉄であるヴァルデンブルク鉄道は1880年に開業し、1953年に直流1500 Vで電化された以降はBDe4/4 1-3形電車が客車を牽引する列車で運行されてきたが、1960年代には年間約70万人であった利用客数が1980年代後半には100万人を越える（その後、2010年代には200万人近くになっている）など大幅に増加していたため、終端駅で機回しが必要であったり自動扉がない車両があったりと運用上不便が多かった電車が客車を牽引する列車の解消と、輸送力の増強が必要となっていた。そういった状況の中1980年4月に計画がスタートして1983年7月に導入が決定、1986年に運行を開始した機体が本形式および本形式と編成を組む同形の制御客車のBt 111-120形であり、当初はBDe4/4 11-14号機とBt 111-114号車の計8両が導入されてBDe4/4 1-3形などの従来の機材を一新し、その後更なる輸送量の増加に伴う列車の増発と本格的な3両編成での運行開始のために1992年にBDe4/4 15-17号機とBt 115-120号車が増備されている。本形式はチューリッヒ市交通局のTram2000と呼ばれるBe4/6形系列の路面電車をベースとしたフォルヒ鉄道Be8/8 21-32形やBe4/4 51-58形、リットラル・ヌーシャテル公共交通Be4/4 501-506形などの郊外路面電車シリーズを750 mm軌間用としたもので、車体、台車、機械部分の製造をSWPとSIG、主電動機、電気機器の製造はBBCおよびその後身のABBが担当しており、通常のスイスの1000 mm軌間用車両では2600 - 2700 mm程度である車体幅を2200 mmに抑えた軽量構造の鋼製車体にチョッパ制御と直流電動機を組み合わせた制御装置を搭載して1時間定格出力446 kWを発揮する小型の機体である。なお、各機体の機番、運行開始年月日、製造所、機体名は以下のとおりとなっている。
- BDe4/4 11-17形
  - 11 - 1986年1月24日 - SWP/SIG/BBC - Niederdolf
  - 12 - 1986年 - SWP/SIG/BBC - Oberdorf
  - 13 - 1986年 - SWP/SIG/BBC - Hölstein
  - 14 - 1986年 - SWP/SIG/BBC - Ramlisburg
  - 15 - 1992年12月1日 - SWP/SIG/ABB - Bubendorf
  - 16 - 1993年 - SWP/SIG/ABB - Liestal
  - 17 - 1993年 - SWP/SIG/ABB - Waldenburg

- Bt 111-120形
  - 111 - 1986年 - SWP/SIG/BBC
  - 112 - 1986年 - SWP/SIG/BBC
  - 113 - 1986年 - SWP/SIG/BBC
  - 114 - 1986年 - SWP/SIG/BBC
  - 115 - 1992-93年 - SWP/SIG/ABB
  - 116 - 1992-93年 - SWP/SIG/ABB
  - 118 - 1992-93年 - SWP/SIG/ABB
  - 119 - 1992-93年 - SWP/SIG/ABB
  - 120 - 1992-93年 - SWP/SIG/ABB

機体名/エンブレム一覧
11号機 Niederdolf
12号機 Oberdorf
13号機 Hölstein
14号機 Ramlisburg
15号機 Bubendorf
16号機 Liestal
17号機 Waldenburg

## 仕様

### 車体・走行機器
- 車体は両運転台式で、同時期にスイス国内で製造されていた標準的な軽量構造の鋼製の角ばった多角形スタイルで、ヴァルデンブルク鉄道の車両限界に合わせて車体幅を2200 mmと狭くしているほか、曲線での車体のオーバーハングを抑えるため車体両端運転室部の左右を絞り込んで車体端部の幅をさらに狭くしているのが特徴となっている。
- 正面はくの字形断面で屋根部でさらに一段後方に折れた形状の大型の正面1枚窓のスタイルで、車体上部と下部左右の3箇所にこの時代のスイス鉄道車両で標準となっている角型の前照灯と標識灯のユニット、貫通扉上部前照灯下部と右側前照灯上部に標識灯が設置され、下部前照灯間に重連総括制御用の、片側の前照灯下に放送用の電気連結器が、車体裾台枠部にバンパーが設けられている。連結器はヴァルデンブルク鉄道標準の横幅の狭いタイプの+GF+式[11]ピン・リンク式自動連結器で、従来のピン・リンク式連結器とも連結可能なものとなっており、その下の先頭台車前部に小型のスノープラウが設置されている。
- 車内は前位側から運転室、荷物室およびトイレ、乗降デッキ、2等室、乗降デッキ、2等室、運転室の構成となっており、窓扉配置は12D3D1D1（運転室窓-2等室窓-乗降扉-2等室窓-乗降扉-トイレ窓-荷物室扉-運転室窓）、側面窓は2等室のものが大型の下段固定・上段下降窓、運転室側面のものが上部固定・下部左右引違い窓、乗降扉は両開式4枚折戸で乗降口には固定1段、折畳1段のステップが、両脇に押ボタン式開閉スイッチが設置されたもの、荷物室扉は1枚片引戸となっている。なお、15-17号機は乗降扉下ステップが拡大されているほか、現在は全機更に大きいものに更新されている。
- 座席は2+1列の3人掛けの固定式クロスシートで、縦ストライプ柄の背摺りの低いもの各窓毎に1ボックスずつ設置されており、座席定員は計33名となっている。なお、11-14号機の客室は当初喫煙室と禁煙室に分離していたが、15-17号機は製造当初より、11-14号機も1993年以降全室禁煙となっている。また、運転室は半開放式の中央矢や左側に寄った位置に運転台が設置され、左側に縦軸ハンドル式のマスターコントローラーが、右側に同様に縦軸ハンドル式のブレーキコントローラーが設置され、運転室両側横の窓にはバックミラーが設置されている。屋根は前位側車端部にシングルアーム式のパンタグラフと遮断器を設置し、その他には屋根上全長に渡って大型の主抵抗器を設置しているほか、2000年代後半になって運転室屋根上に送風機が設置されており、車体裾部は台車部分およびその間に床下機器カバーと点検口が、車端部および荷物室部には砂箱蓋が設置されている。
- 塗装
  - 車体は下半部と上端部をオレンジに近い赤色、窓周りをベージュ、車体裾部をダークグレーとしたもので、乗降扉脇には客室等級の、側面下部中央に”WB”の文字と羽をデザインしたヴァルデンブルク鉄道のマークが、側面運転室下部に形式名と機番の表記が、正面左側前照灯上部に機番が入り、床下機器と台車がダークグレー、屋根および屋根上機器はライトグレーである。
  - その後1993年に各機体に機体名が設定されて荷物室横部に機体名とそのエンブレムが入れられ、さらにその後ヴァルデンブルク鉄道のマークが新しいものとなり、荷物室横部のエンブレムが省略されている。
- 制御装置はBBCもしくはABB製のモジュール化されたチョッパ制御式で、1時間定格出力446 kWと75 km/hの最高速度を発揮するほか、電気ブレーキとして発電ブレーキを装備している。なお、重連総括制御機能を持ち、制御信号は先頭部の61芯の電気連結器で引き通される。
- 台車は750 mm軌間対応の鋼板溶接組立式で軸距を1800 mmと短く抑えたもので、枕ばねは空気ばね、軸ばねはコイルばね、軸箱支持方式は円筒支持方式となっており、各台車1基のBBCもしくはABB製のTyp 4ELO2057U主電動機は台車枠の車軸内側にレール方向に装荷される1台車1電動機方式で、そこから歯車比5.65で減速された後、車軸に装備された中空軸とのリンク式の駆動装置で動輪に伝達される方式で、砂撒き装置とフランジ塗油器が設置されている。
- ブレーキ装置は制御装置による発電ブレーキのほか、空気ブレーキと駐機用のばねブレーキを装備し、基礎ブレーキ装置は踏面ブレーキが装備される。

## Bt 111-120形
- 車体はBDe4/4 11-17形を前位側のみの片運転台化して荷物室およびトイレを撤去したもので、連結面側妻面は上半分の後退角が無く垂直となっており、正面窓、前照灯、ウインドワイパー、トイレ側の正面窓等を撤去したもので、塗装は同一となっている。
- 車体内は前位側から運転室、2等室、乗降口とデッキ、2等室、乗降口とデッキ、2等室の構成となっており、窓扉配置は3D3D21（2等室室窓-乗降扉-2等室窓-乗降扉-2等室窓-運転室窓）となっており、客室窓や乗降扉等も全てBDe4/4 11-17形と同一のものとなっている。
- その他車体寸法等や客室内もBDe4/4 11-17形と同様の配置となっており、後位側車体端部は4人掛けのベンチシートとなっているほか、台車は同一構造の付随台車となっている。

## 運行

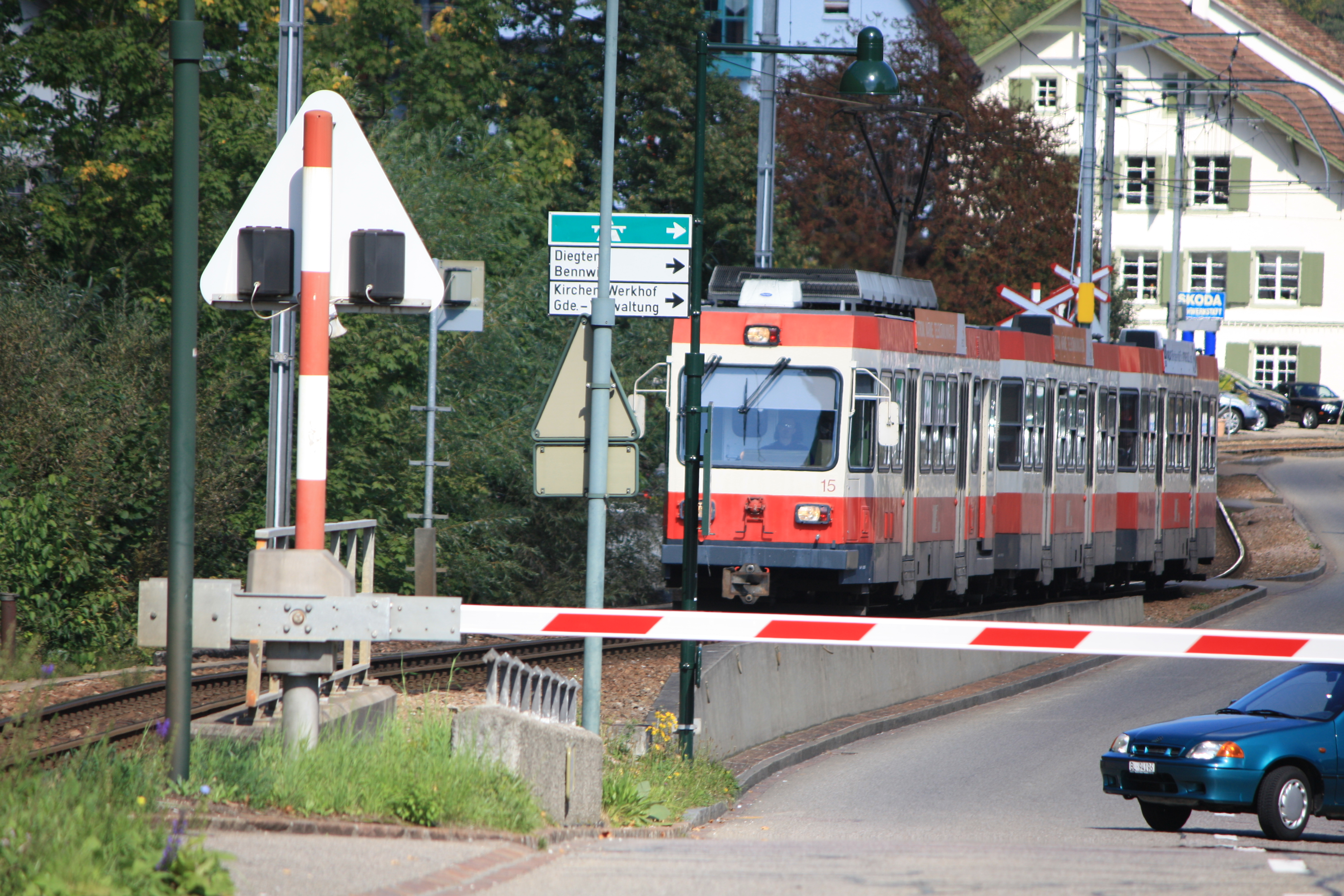
BDe4/4 11-17形が2両のBt 111-120形を牽引する列車

- 本機が使用されるヴァルデンブルク鉄道はスイス北部バーゼル南東のバーゼル＝ラント準州の州都リースタルからヴァルデンブルク通りに沿って川を遡り、ブーベンドルフ、ランベンベルク-ラムリンスブルク、ヘルシュタイン、ニーダードルフ、オーバードルフを経由してヴァルデンブルクに至る13.07 kmの片勾配の路線であり、最急曲線半径60 m、最急勾配35パーミル、標高326 - 515 mの路線であり、リースタルではスイス国鉄[12]のバーゼルSBB駅からオルテン駅に至る路線に接続する。現在ではTarifverbund Nordwestschweizの19系統として運行されており、ラッシュ時以外は1時間2往復（リースタル発毎時6分、35分、ヴァルデンブルク発毎時7分、36分）、所要24分で運転をしている。
- BDe4/4 11-17形およびBt 111-120形は1986年の導入以降全線で運行を開始しており、従来から運行されていたBDe4/4 1-3形および蒸気機関車牽引列車時代から引継ぎの全長13 m級のオープンデッキ付き客車やほぼ同形で1953年製のB 49-50形や1968年製のB 51-52形客車などをすべて置き換えている。列車はヴァルデンブルク方にBDe4/4 11-17形1機、リースタル方にBt 111-120形1両もしくは2両を配した2-3両編成のほか、BDe4/4 11-17形とBt 111-120形各1両の2両編成を2編成併結した4両編成が運行されることもある。

## 営業運転の終了まで
2015年11月26日にヴァルデンブルク鉄道は軌間をそれまでの750 mmから1000 mmへ転換する事を発表した。2022年12月までに転換工事を完了する中で、車両についてもシュタッドラー・レールが製造する7車体超低床電車のトラムリンク（Tramlink）を導入する事となり、BDe4/4 11-17形を含む既存の車両は長期運休の前日となる2021年4月5日に営業運転を終了した。